# 约瑟夫·奇季若基
约瑟夫·奇季若基（捷克語：Josef Čtyřoký，1906年9月30日—1985年1月11日），捷克男子足球运动员，司职后卫。他曾代表捷克斯洛伐克国家队参加1934年国际足联世界杯，结果队伍获得亚军。